# Tex Live
TeX Live és una distribució de programari lliure i multiplataforma per al sistema TeX. Inclou els principals programes relacionats amb TeX, paquets de macros LaTeX i fonts que són gratuïtes i de lliure distribució. Originalment, fou elaborat per Sebastian Rahtz, es va desenvolupant des de 1996. Disponible per a Windows, macOs i Linux, ha esdevingut la distribució que ha substituït a teTeX, que no té suport a llarg termini. És present per defecte a diverses distribucions Linux provinents de SUSE, RedHat, Debian o Ubuntu, entre d'altres. Altres sistemes operatius Unix com OpenBSD, FreeBSD i NetBSD també empren TeX Live.